# Parlamentswahl in Estland 2007
- SDE: 10
- EER: 6
- K: 29
- ERL: 6
- RE: 31
- IRL: 19

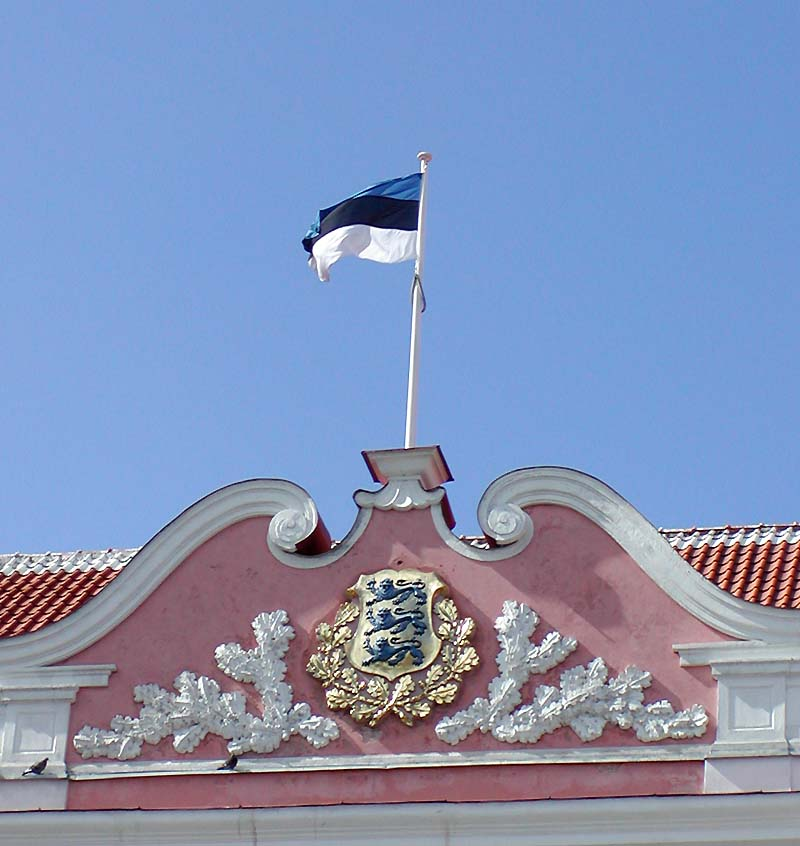
Estnische Flagge über dem Haupteingang des Parlamentsgebäudes in Tallinn

Die Parlamentswahl in Estland 2007 fand am Sonntag, dem 4. März 2007 statt. Es war die Wahl zum 11. Riigikogu der Republik Estland.

## Vergangene Legislaturperiode

### 2003–2007 im Parlament vertretene Parteien
- Zentrumspartei (Eesti Keskerakond), Spitzenkandidat: Edgar Savisaar
- Estnische Reformpartei (Eesti Reformierakond), Spitzenkandidat: Andrus Ansip
- Isamaa ja Res Publica Liit (Erakond Isamaa ja Res Publica Liit), Spitzenkandidat: Mart Laar
- Sozialdemokratische Partei (Sotsiaaldemokraatlik Erakond), Spitzenkandidat: Ivari Padar
- Estnische Volksunion (Eestimaa Rahvaliit), Spitzenkandidat: Villu Reiljan

### 2003–2007 nicht im Parlament vertretene Parteien
- Estnische Grüne (Erakond Eestimaa Rohelised)
- Estnische Linkspartei (Eesti Vasakpartei)
- Estnische Unabhängigkeitspartei (Eesti Iseseisvuspartei)
- Verfassungspartei (Konstitutsioonierakond)
- Estnische Christdemokraten (Erakond Eesti Kristlikud Demokraadid)
- Russische Partei in Estland (Vene Erakond Eestis)

## Wahlsystem
Dem estnischen Parlament gehören 101 Abgeordnete an. Die Legislaturperiode beträgt vier Jahre. Für das Land wurden 12 Wahlkreise gebildet. Es gilt die Fünf-Prozent-Hürde. Die Wahl findet nach dem Verhältniswahlrecht statt.

## Wahlrecht
Wahlberechtigt sind alle estnischen Staatsbürger, die das 18. Lebensjahr vollendet haben und nicht vom Wahlrecht ausgeschlossen sind. Jeder Wähler hat eine Stimme. Die Wähler konnten entweder am 4. März 2007 ihre Stimme in einem Wahllokal in Estland abgeben, vorab per Briefwahl wählen, im Zeitraum 19. bis 23. Februar und 26. bis 28. Februar 2007 in einem Vorwahl-Zentrum ihre Stimme abgeben, zwischen dem 17. und 22. Februar an einer estnischen Auslandsvertretung wählen oder die Stimme zwischen dem 26. und 28. Februar per Internet abgeben.

## Stimmabgabe im Internet
Die diesjährige Parlamentswahl gilt als bemerkenswert, weil Estland als erstes EU-Land versucht, eine offizielle Online-Wahl zum Parlament durchzuführen. Jeder Bürger kann seine Stimme an einem Computer mit Kartenlesegerät über das Internet abgeben. Hierzu sind lediglich ein estnischer Personalausweis mit elektronischer Chipkarte sowie ein PIN-Code erforderlich.

## Teilnehmende Parteien und Einzelkandidaten
Insgesamt bewarben sich elf Parteien (970 Kandidaten) und sieben unabhängige Einzelkandidaten um die 101 Sitze im Parlament:
Einzelkandidaten: Vello Burmeister, Tõnu Hallik, Svetlana Ivnitskaja, Aare Kambla, Kalev Kodu, Koit Luus und Niina-Inessa Stepanova.

## Wahlprogramme
- Reformpartei – Senkung des einheitlichen Einkommensteuersatzes von 22 % auf 18 %, Verlängerung der Zahlung des sogenannten Elterngehalts von derzeit einem auf anderthalb Jahre, mehr Kindergartenplätze. Wahlslogan: Machen wir Estland zu einem der fünf reichsten Länder Europas! (Estnisch: Viime Eesti viie jõukaima Euroopa riigi hulka!). (Homepage)
- Zentrumspartei – mehrere Versprechungen: Einführung der Steuerprogression, konkurrenzfähige Gehälter (Anhebung der Löhne), Rentenerhöhung, innere Sicherheit (intensiverer Kampf gegen Kriminalität, Alkoholismus und Drogensucht), erfolgreichere Gesundheitspolitik, die zur Erhebung der Lebenserwartung führen soll usw. (Homepage)
- Isamaa ja Res Publica Liit – verlangt Reformen im Bildungssystem, stärkere (finanzielle) Unterstützung der Familien und eine innovativere Wirtschaft. Wahlleitspruch: Das Glück besteht nicht im Geld! (Homepage)
- Sozialdemokratische Partei – Kindergartenplätze für alle Familien, besseres Gesundheitssystem, Stiftungen zur Förderung des Landlebens, Verbesserung der ländlichen Infrastruktur, Einführung der Steuerprogression (Einkommensteuersatz von 26 % für Steuerzahler, deren Einkommen das durchschnittliche Gehalt um das Vierfache übersteigt) (Homepage)

### Streitpunkte
- Besteuerungspolitik – Zentrumspartei und Volksunion fordern die Einführung einer progressiven Einkommensteuer. Auch die Sozialdemokraten neigen dazu. Isamaa ja Res Publica Liit (Konservative) und Reformpartei (Liberale) sind kategorisch für Weiterführung der Einheitssteuer. Die Reformpartei verlangt sogar eine weitere Senkung des bisherigen einheitlichen Einkommensteuersatzes (des 22 %) auf 18 %.

## Wahlergebnis

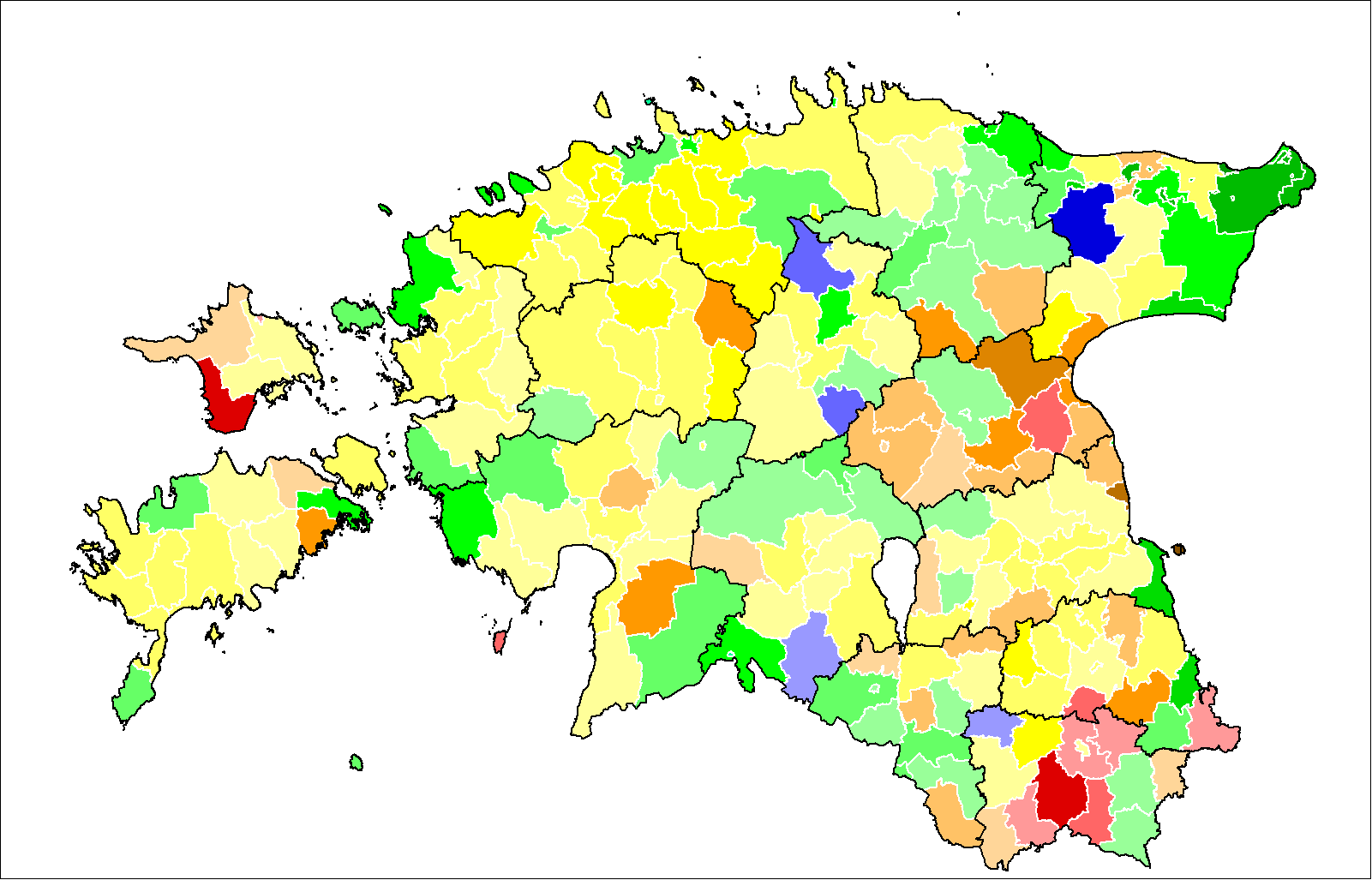
Mehrheiten nach Gemeinden:
Estnische Reformpartei
20–29 %
30–39 %
40–49 %
50–59 %
Zentrumspartei
20–29 %
30–39 %
40–49 %
50–59 %
60–69 %
70–79 %
Union von Pro Patria und Res Publica
20–29 %
30–39 %
40–49 %
50–59 %
Sozialdemokraten
20–29 %
30–39 %
40–49 %
50–59 %
Estnische Volksunion
20–29 %
30–39 %
40–49 %
50–59 %
60–69 %
80–89 %

Laut den Wahlergebnissen haben die Reformpartei 31, die Zentrumspartei 29, die IRL 19, die SDP 10, die Volksunion 6 und die Grünen 6 Sitze errungen.
| Partei                            | Partei                                       | Stimmen | Stimmen | Stimmen | Sitze  | Sitze |
| Partei                            | Partei                                       | Anzahl  | %       | +/−     | Anzahl | +/−   |
| --------------------------------- | -------------------------------------------- | ------- | ------- | ------- | ------ | ----- |
|                                   | Estnische Reformpartei (RE)                  | 153.044 | 27,8    | +10,1   | 31     | +12   |
|                                   | Estnische Zentrumspartei (K)                 | 143.518 | 26,1    | +0,7    | 29     | +1    |
|                                   | Pro-Patria- und Res-Publica-Union (IRL)      | 98.347  | 17,9    | −14,0   | 19     | −16   |
|                                   | Sozialdemokratische Partei (SDE)             | 58.363  | 10,6    | +3,6    | 10     | +4    |
|                                   | Grüne Estlands (EER)                         | 39.279  | 7,1     | Neu     | 6      | Neu   |
|                                   | Estnische Volksunion (ERL)                   | 39.215  | 7,1     | −5,9    | 6      | −7    |
|                                   | Partei Christliche Demokraten Estlands (EKD) | 9.456   | 1,7     | +0,6    | —      | —     |
|                                   | Verfassungspartei (KP)                       | 5.464   | 1,0     | −1,2    | —      | —     |
|                                   | Estnische Unabhängigkeitspartei (EIP)        | 1.273   | 0,2     | −0,3    | —      | —     |
|                                   | Russische Partei in Estland (VEE)            | 1.084   | 0,2     | ±0,0    | —      | —     |
|                                   | Estnische Linkspartei (EVP)                  | 607     | 0,1     | −0,3    | —      | —     |
|                                   | Unabhängige Kandidaten                       | 563     | 0,1     | −0,3    | —      | —     |
| Gesamt                            | Gesamt                                       | 550.213 | 100,0   |         | 101    |       |
| Gültige Stimmen                   | Gültige Stimmen                              | 550.213 | 99,1    | +0,3    |        |       |
| Ungültige Stimmen                 | Ungültige Stimmen                            | 5.250   | 0,9     | −0,3    |        |       |
| Wahlbeteiligung                   | Wahlbeteiligung                              | 555.463 | 61,0    | +2,8    |        |       |
| Nichtwähler                       | Nichtwähler                                  | 341.780 | 39,0    | −2,8    |        |       |
| Wahlberechtigte                   | Wahlberechtigte                              | 897.243 |         |         |        |       |
| Quelle: Staatliche Wahlkommission |                                              |         |         |         |        |       |

## Streitpunkte und mögliche Regierungsbildung
Prägend für das estnische Parteiensystem ist, dass prinzipiell alle Parteien untereinander koalitionsfähig sind.
Schon vor der Präsidentenwahl (September 2006) hatten Zentrumspartei und Volksunion einen Vertrag (gemeinsames Regierungsprogramm) geschlossen, dem zufolge sie nach der Parlamentswahl eine Mitte-links-Regierung bilden wollten. Eine Zweiparteienkoalition aus Zentrumspartei und Volksunion ist aber laut den Wahlergebnissen unmöglich; eine Mitte-links-Regierung hätte nur gebildet werden können, wenn die Zentrumspartei sowohl die Sozialdemokratische Partei (10 Sitze) als auch die Grünen (6 Sitze) als Partner gewonnen hätte.
Auch eine reine Rechtskoalition aus Reformpartei und Isamaa ja Res Publica Liit (IRL) ist nicht möglich: Diese zwei Parteien haben zusammen 50 Sitze (aus 101). Der konservative Politiker Tõnis Palts (ehemaliger Oberbürgermeister von Tallinn) hatte schon vor der Wahl zu einer Regierungskoalition der „weißen Kräfte“ aufgerufen (ähnliche Aufforderungen gab es bereits vor der Parlamentswahl 2003). Diese Regierung würde aus der Reformpartei, IRL, den Sozialdemokraten und den Grünen (sofern diese den Einzug ins Parlament schaffen) bestehen. Auch die sozialdemokratische Politikerin Marju Lauristin befürwortet eine Koalition der Mitte bestehend aus der Reformpartei, IRL und Sozialdemokraten (ähnlich dem Kabinett Laar II), also nicht eine Linksregierung der Zentrumspartei, Volksunion und SDE. Der IRL-Politiker Marko Mihkelson hat nach der Wahl zu einer „prowestlichen“ und „auf Weltanschauung basierenden“ Regierung aus Reformpartei, IRL und SDE aufgerufen. Auch der bisherige Premierminister Andrus Ansip bevorzugt eine Regierung, die sowohl Rechts- als auch Linksparteien enthält.